# Paralethe junodi
Paralethe junodi är en fjärilsart som beskrevs av Van Son 1935. Paralethe junodi ingår i släktet Paralethe och familjen praktfjärilar. Inga underarter finns listade i Catalogue of Life.